# Musée des traditions locales de Loutsk
Le Musée des traditions locales de Loutsk, en ukrainien : Волинський краєзнавчий музей, est un musée situé en Ukraine au 20 de la rue Chopin.

## Historique
Il fut pillé par les nazis lors de la seconde guerre mondiale. Il était au 7 de la rue Chopin avant d'être maintenant au n°20 dans un bâtiment néo-classique.

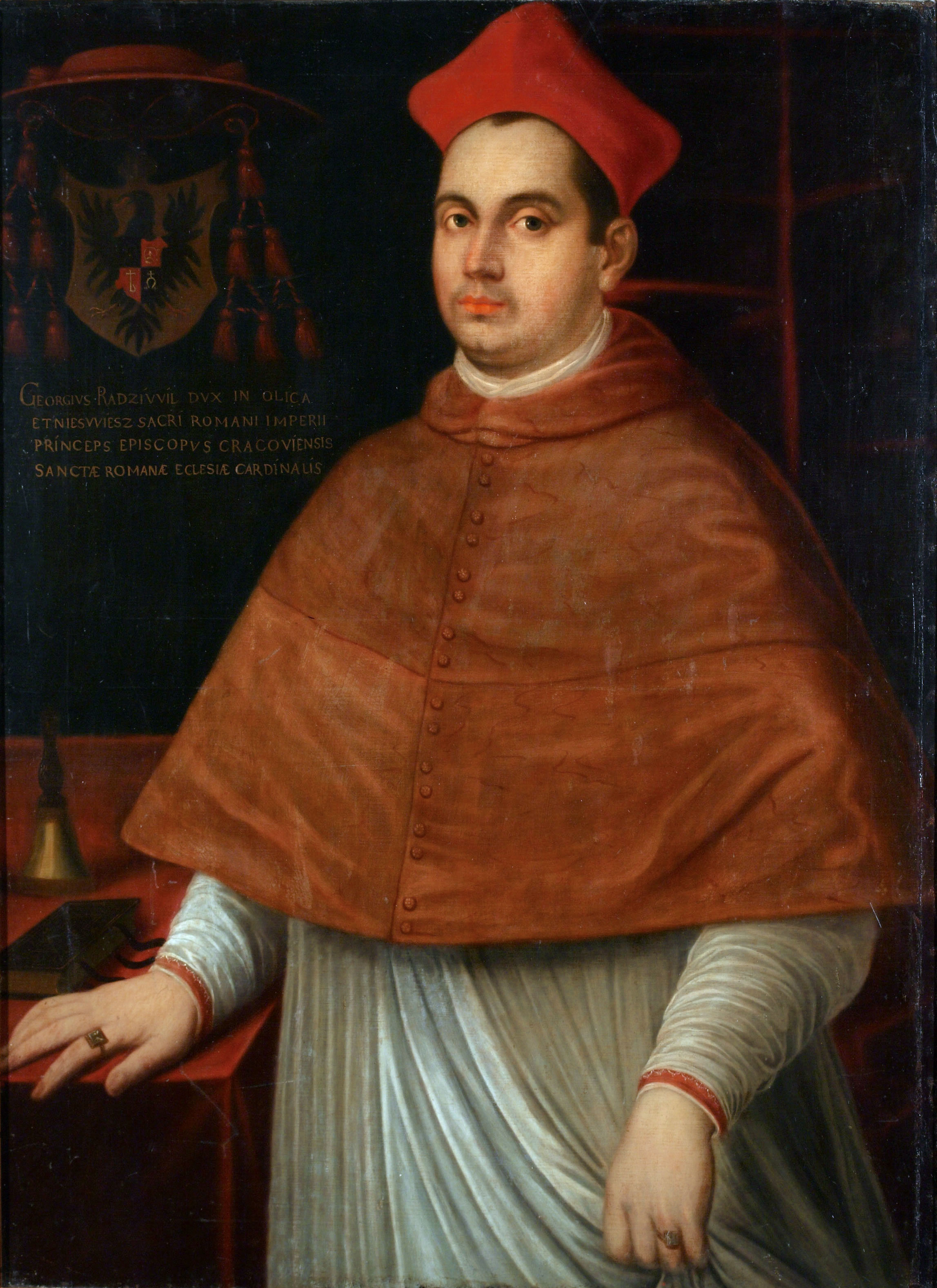
Portrait du cardinal Radzwill
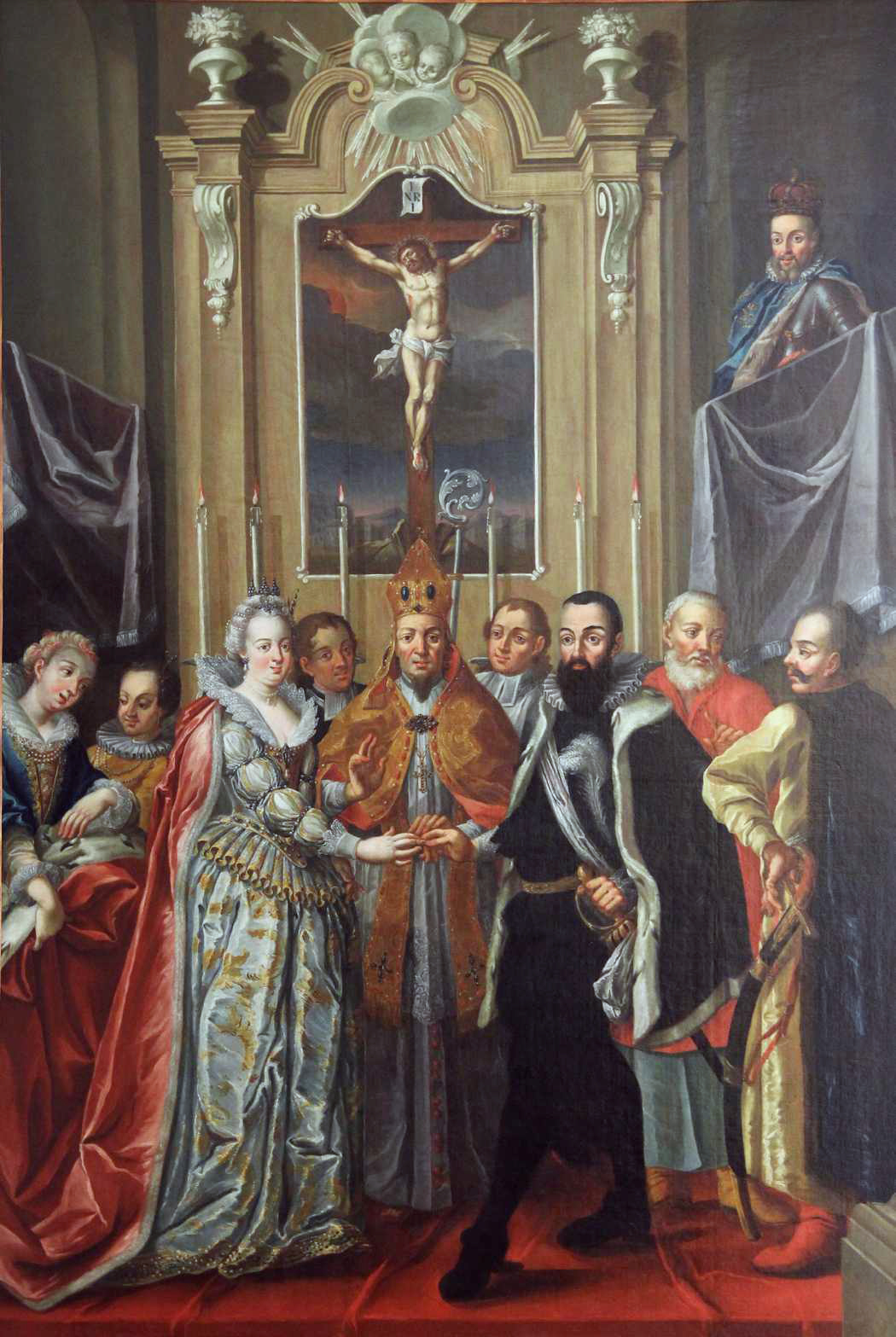
et couronnant Catherine d'Autriche et Sigismon III.